# Радювене
 Тази статия е за селото в Община Ловеч.  За селото с подобно име в Община Роман вижте Радовене.  
Ра̀дювене е село в Северна България. То се намира в община Ловеч, област Ловеч.

## География
Село Радювене се намира на 10 км запад-югозападно от Ловеч. Разположено край река Тоша, приток на река Вит, в Среден Предбалкан, на около 300 метра надморска височина. Умереноконтинентален климат. Тъмносиви горски почви.

## История
Според една от легендите, селото е кръстено на жена на име Рада. Тя е създала селото, като се е преселила там със синовете си. Това е първоначалното име на селото.
След Деветосептемврийския преврат (1944) през март 1948 г. е извършена колективизация и образувано ТКЗС. Засегнати са над 300 семейства, които не желаят да участват и подават жалби в Ловешкия съд, които остават без последствие с изключение на три. На 9 април 1951 г. селото въстава срещу насилието, но бунтът е смазан с репресии.
От 1950 година селото е наименувано „Стояново“, на родения и живял тук Стоян Едрев, комунистически партизанин. През 1996 година селото връща старото си име Радювене.

## Население
| Година    | 1880 | 1900 | 1910 | 1920 | 1926 | 1934 | 1946 | 1956 | 1965 | 1975 | 1985 | 1992 | 1996 | 2007 |
| Население | 1655 | 2819 | 3423 | 3624 | 3644 | 3562 | 3533 | 2682 | 2292 | 1772 | 1302 | 1173 | 1260 | 802  |

Численост и дял на етническите групи според преброяването на населението през 2011 г.:
|                     | Численост | Дял (в %) |
| Общо                | 699       | 100,00    |
| Българи             | 618       | 88,41     |
| Турци               | 46        | 6,58      |
| Цигани              | 8         | 1,14      |
| Други               | 3         | 0,42      |
| Не се самоопределят | 6         | 0,85      |
| Неотговорили        | 18        | 2,57      |

## Религии
Християнската (източноправославна) религия е основна.

## Обществени институции
- Читалище „Напредък“, създадено през 1895 г. Пръв председател е основателят му свещеник Иван Янков.[4] Днес читалище „Полк. Стоян Едрев“.

## Културни и природни забележителности
- В землището на с. Радювене има тракийски надгробни могили. В местностите Хайдушката чешма, Пейов кладенец и Табашкото има останки от тракийски селища, в Табашкото – и от некропол. В местността Шаовец през 1911 г. е открито тракийско сребърно съкровище от IV – III век пр.н.е., известно като Радювенското съкровище (от 1912 г. е в Народния археологически музей в София със съдействието на директора д-р Богдан Филов). Съдържа 10 сребърни фиали, 2 сребърни арибаловидни съда и 2 апликации за конска амуниция.[4]
- В местността Балика през 1989 г. е намерено монетно съкровище от 72 сребърни денари на Римската република.

- Църквата „Св. Параскева“, построена през 1896 г. от майстор Павел Хаджикиряков от Трявна, осветена на 14 октомври 1898 г. от пловдивския митрополит Максим. Построена е от дялан камък с каменни стълбове, с дърборезбени царски двери и венчилка[ неясно? ] Обявена е за художествен паметник на културата (ДВ от 23.IV.1974).[4]
- Доновската пещера, дължина 76 метра, денивелация 5 метра.
- Язовир „Радотина“ с площ от 65,074 дка.
- Паметник на Стоян Едрев.

## Галерия
- Читалище „Полковник Стоян Едрев“
- Черквата „Света Параскева“
- Радювене – спирка
- Радювене – магазин
- Радювене
- Радювене – Кръчма
- Радювене – ветеринарен кабинет
- Радювене – община
- Радювене – салон
- Радювене – община (гръб)
- Паметник на Стоян Едрев
- Паметник на Стоян Едрев близък кадър
- Из Радювене
- Паметник
- С.Радювене
- Изглед
- Площадът
- Къща
- Къщи
- Черквата „Св. Параскева“
- Жител на селото
- Къщи в селото
- Къща в с. Радювене

## Личности
- Ненчо Ганев, народен представител
- Милко Недялков (1956), политик
- Марин Колев, български поет
- Иван Станев Митев, български киносценарист и писател
- Цачо Стоянов Шишков, доброволец
- Минко Минков (1924-2008), български офицер, генерал-полковник от МВР
- Стоян Едрев (Йордан, Дано), партизанин, убит в с. Беглеж
- Стойко Панов Джамбазов, партизанин
- Дочо Пенков Маринов (Гроздан), партизанин, убит в м. „Бялка“
- Вълко Тодоров Дойчинов (Методи), партизанин, убит в м. „Китката“
- Вълчо Гетов Шатров (Давид), партизанин, убит в м. „Бялка“
- Вълко Цанов Пелтешки (Найден), партизанин, убит в м. „Бялка“
- Ненчо Станев Ненчев, министър на Народната просвета
- Кочо Кочев Караджов, стопански деец
- Борис Семков, търговец
- Пенка Кузманска, певица
- Михаил Гетов Маринов, поет
- Христо Гетов Маринов, лекар
- Гето Маринов Вълчев, училищен директор
- Цано Петров Бочев, учител

## Други
- Радювенец е придворен готвач на Султана. Дядо Стоян, родом от Радювене, на младини забегнал в Цариград, където при неизвестни обстоятелства станал придворен готвач. Тук той спечелил симпатиите и благоволението на двореца, служил дълго време и се върнал в Ловеч богато възнаграден. Отворил фурна и станал доставчик на войската в града. Дядо Стоян е баща на Цачо Шишков, който на 15 юли 1877 г. загива в Ловеч, в битка срещу османците.